# Aeroportul Ottawa/Rockcliffe
Aeroportul Ottawa/Rockcliffe (IATA: YRO, ICAO: CYRO) este un aeroport din Ontario, Canada.
Situat la o altitudine de 57 m, aeroportul dispune de o singură pistă.